# Landesverteidigung
Unter Landesverteidigung versteht man alle nationalen Verteidigungsanstrengungen eines Landes in Abgrenzung zur Bündnisverteidigung.

## Situation in Deutschland

### 1956–1990

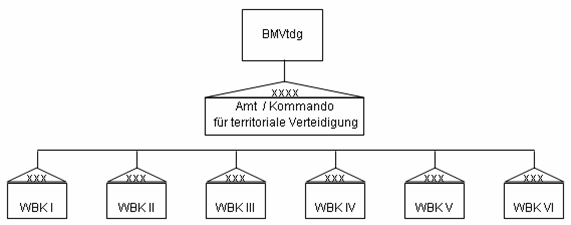
Organisation des für die militärische Landesverteidigung zuständigen Kommandos für Territoriale Verteidigung 1957–1969

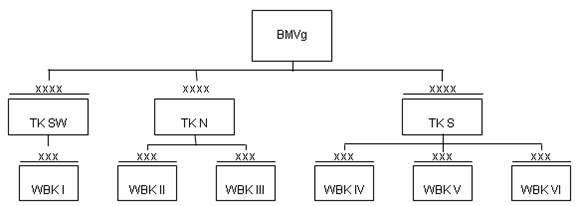
Gliederung des Territorialheeres der Bundeswehr 1969–1992

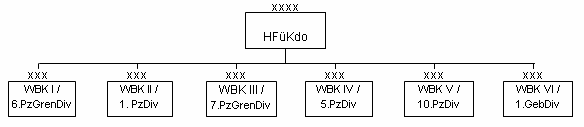
Gliederung des Territorialheeres der Bundeswehr 1992–2001

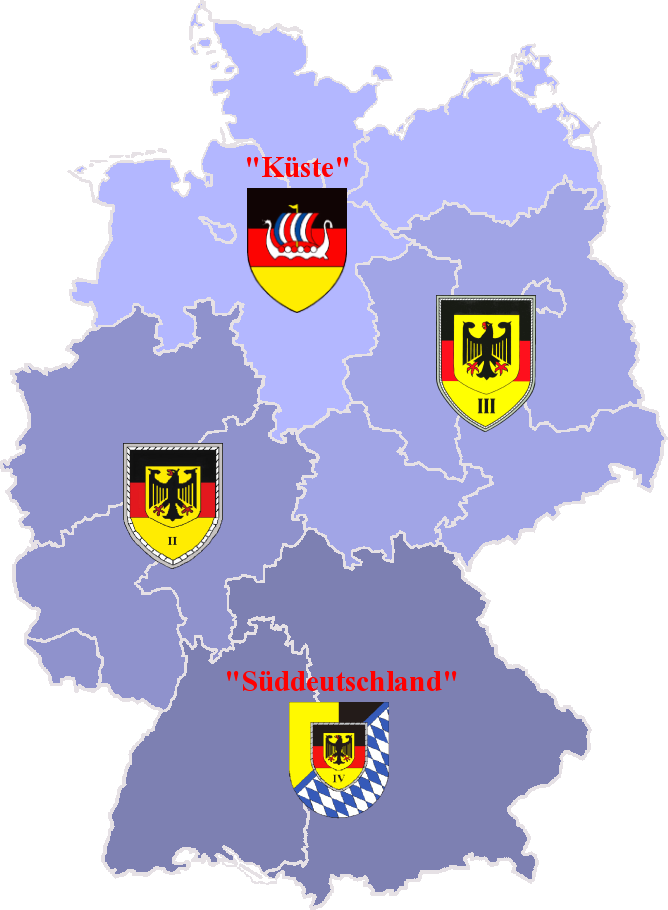
Aufteilung der Wehrbereiche 2001–2012

Der Begriff Landesverteidigung wurde sowohl in der Bundesrepublik Deutschland wie in der Deutschen Demokratischen Republik verwandt.
Im Verständnis der NATO bestand die Gesamtverteidigung aus der Gemeinsamen Verteidigung unter Führung und Verantwortung der NATO-Befehlshaber und der Landesverteidigung in nationaler Verantwortung. Die Landesverteidigung teilte sich wiederum auf in die Militärische Landesverteidigung und die Zivilverteidigung.
Aufgaben der Zivilverteidigung waren die Aufrechterhaltung der Regierungsgewalt, Schutz und Versorgung der Bevölkerung, Erschließung und Erhaltung nationaler Hilfsquellen und die Unterstützung der Streitkräfte. Dafür bediente sie sich der Verwaltungsbehörden, des Bundesgrenzschutzes, der Polizei und ziviler Hilfsorganisationen.
Die militärische Landesverteidigung diente der Aufstellung, Ausbildung und Erhaltung der Streitkräfte, ihrer Logistik und ihrer Sicherheit. Dafür verfügte die Bundeswehr über die Territoriale Verteidigungsorganisation, die Basislogistik, die Ersatzkräfte und die Bundeswehrverwaltung. Die territorialen Kräfte waren zunächst in sechs Wehrbereichskommandos unter dem Kommando für Territoriale Verteidigung zusammengefasst, das wiederum dem Bundesministerium direkt unterstand. 1969 wurden sie unter der Bezeichnung Territorialheer dem Heer zugeteilt, wobei als weitere Führungsebene drei Territorialkommandos aufgestellt wurden.

### Seit 1990
Nach 1990 gerieten Aspekte der Landesverteidigung Deutschlands insofern in den Hintergrund, als sich die direkte Bedrohung des deutschen Territoriums merklich verringerte. 1992 wurden die territorialen Kräfte unter Fortfall der Territorialkommandos teilweise mit dem Feldheer verschmolzen. Bereits die Verteidigungspolitischen Richtlinien von 1992 verzichteten auf den Begriff Landesverteidigung und sprachen stattdessen vom Schutz Deutschlands und seiner Staatsbürger vor äußerer Gefahr und politischer Erpressung.
Die Verteidigungspolitischen Richtlinien von 2003 stellen fest:
Ausschließlich für die herkömmliche Landesverteidigung gegen einen konventionellen Angreifer dienende Fähigkeiten werden angesichts des neuen internationalen Umfelds nicht mehr benötigt.
und
Die Aufgabe der herkömmlichen Landesverteidigung wird durch den umfassenderen Begriff des Schutzes Deutschlands und seiner Bürger ersetzt.
Seit 2001 bis höchstens 2022 oblagen die territorialen Aufgaben der Streitkräftebasis, innerhalb derer das Streitkräfteunterstützungskommando vier Wehrbereichskommandos bis zu seiner Auflösung im Jahr 2013 führte.
Mit den Verteidigungspolitischen Richtlinien von 2011 wurde die Landesverteidigung in einer neuen Form angesprochen. So wurde unter den Aufgaben der Bundeswehr an erster Stelle angeführt: 
Landesverteidigung als Bündnisverteidigung im Rahmen der Nordatlantischen Allianz.
Die Landesverteidigung wurde stattdessen im klassischen Sinne als Teil der gesamtstaatlichen Aufgabe Heimatschutz betrachtet. Im Zuge der Neuausrichtung der Bundeswehr wurde im Laufe des Jahres 2012 ein dem Inspekteur der Streitkräftebasis direkt unterstehendes Kommando Territoriale Aufgaben aufgestellt, das bis zu seiner Auflösung im Jahr 2022 für die Aufgaben der Landesverteidigung zuständig war. Diese Zuständigkeiten gingen auf das im Jahr 2022 aufgestellte Territoriale Führungskommando der Bundeswehr über.
Seit dem Jahr 2024 ist mit dem Operationsplan Deutschland (OPLAN) der Schutz verteidigungswichtiger kritischer Infrastruktur im Verteidigungsfall geregelt.

## Situation in Österreich
In Österreich als bündnisfreiem Staat entfällt die Unterscheidung zwischen gemeinsamer und nationaler Verteidigung. Insofern sind alle Verteidigungsmaßnahmen der Landesverteidigung zuzurechnen. Der Aufgabenstellung der militärischen Landesverteidigung entspricht die Bezeichnung des österreichischen Verteidigungsministeriums als Bundesministerium für Landesverteidigung. Die Landesverteidigung ist als Umfassende Landesverteidigung im Bundes-Verfassungsgesetz verankert.

## Situation in der Schweiz
Die Schweiz ist seit dem Wiener Kongress von 1815 völkerrechtlich verpflichtet, die Neutralität zu wahren. Das Neutralitätsrecht ist völkerrechtlich anerkannt und seit 1907 im Haager Neutralitätsabkommen kodifiziert. Die zurückhaltende Außenpolitik, das heißt die Nichteinmischung in sogenannte fremde Händel (das sind kriegerische Auseinandersetzungen unter ausländischen Staaten), gilt als Grundlage für den geschichtlichen Erfolg des Kleinstaates Schweiz seit dem Stanser Verkommnis.
Die schweizerische Landesverteidigung umfasst gemäß Bundesrecht
- Militärische Verteidigung
- Bevölkerungs- und Zivilschutz
- Wirtschaftliche Landesversorgung mit Pflichtlagern und weiteren Vorkehrungen

Die Schweizer Armee hat gemäß Bundesverfassung Artikel 58 folgende Aufgaben:
- sie dient der Kriegsverhinderung und trägt zur Erhaltung des Friedens bei.
- sie verteidigt das Land und seine Bevölkerung.
- sie unterstützt die zivilen Behörden bei der Abwehr schwerwiegender Bedrohungen der inneren Sicherheit und bei der Bewältigung anderer außerordentlicher Lagen.

Die Armee ist nach dem Milizprinzip organisiert. Der Einsatz der Armee ist Sache des Bundes. Raumsicherung und Landesverteidigung ist der Kernauftrag der Armee. Die Armee soll das Territorium der Schweiz sichern und verteidigen. Dazu setzt die Schweiz auf die abschreckende Wirkung (in der Schweiz mit dem französischen Begriff Dissuasion benannt) der ständigen Kampfbereitschaft der Schweizer Armee.